# Campeonato Espanhol de Fórmula 4
O Campeonato Espanhol de F4 (em castelhano:  Campeonato de España de Fórmula 4) é uma competição de corridas de FIA Fórmula 4 . O campeonato foi planeado para estrear em 2015, embora a primeira temporada tenha sido cancelada e adiada até 2016. Em 30 de setembro de 2015, foi confirmado que a Koiranen GP iria ser um promotor do campeonato.

## História
Gerhard Berger e a Comissão de Monologares da FIA lançou a FIA Fórmula 4 em Março de 2013. O objetivo da Fórmula 4 é fazer com que a escada para a Fórmula 1 seja mais transparente. Além de os regulamentos e os custos também serem regulados. Um carro para competir nesta categoria não podem exceder €30.000. Uma única temporada na Fórmula 4 não pode exceder €100.000 em custos. A F4 espanhola fez parte da segunda fase de campeonatos de Fórmula 4 a ser lançados. A primeira fase de campeonatos foi o Campeonato Italiano de F4 e a Fórmula 4 Sul-americana, que começou em 2014. O campeonato espanhol foi lançada pela RFEDA em 14 de novembro de 2014. A construtora de carros de corrida francesa Mygale foi contratada para projetar e construir todos os carros. Em última análise, toda a ideia foi abandonada.
Com o anúncio de que a Koiranen ia ser um promotor do campeonato, o campeonato espanhol de F4 foi agendado para começar em 2016. Como resultado da parceria com a Koiranen, o campeonato vai fazer uso de carros Tatuus, motores turbo Abarth e pneus Hankook, empregando a mesma regulamentação que o Campeonato de F4 SMP, também promovido pela Koiranen.

## Carro
O campeonato usa carros construídos e projetados pela Tatuus. Os carros são construídos a partir de fibra de carbono e apresentam um chassis em monocoque. Da temporada de 2016 até 2021, a categoria utilizou o F4-T014, sendo que de 2021 para diante, o F4-T421 é utilizado. O motor é um Abarth 1.4 Turbo, sendo este é o mesmo motor que o campeonato de F4 SMP usa.

## Campeões

### Pilotos
| Temporada | Piloto              | Equipa               | Poles | Vitórias | Pódios | Voltas mais rápidas | Pontos | Fonte  |
| --------- | ------------------- | -------------------- | ----- | -------- | ------ | ------------------- | ------ | ------ |
| 2016      | Richard Verschoor   | MP Motorsport        | 9     | 17       | 19     | 16                  | 368    | [ 6 ]  |
| 2017      | Christian Lundgaard | MP Motorsport        | 7     | 7        | 17     | 7                   | 330    | [ 7 ]  |
| 2018      | Amaury Cordeel      | MP Motorsport        | 6     | 3        | 13     | 9                   | 208    | [ 8 ]  |
| 2019      | Franco Colapinto    | Drivex School Racing | 10    | 11       | 13     | 10                  | 325    | [ 9 ]  |
| 2020      | Kas Haverkort       | MP Motorsport        | 12    | 13       | 17     | 9                   | 383    | [ 10 ] |
| 2021      | Dilano van 't Hoff  | MP Motorsport        | 13    | 10       | 16     | 6                   | 361    | [ 11 ] |
| 2022      | Nikola Tsolov       | Campos Racing        | 15    | 13       | 18     | 17                  | 400    | [ 12 ] |
| 2023      | Théophile Naël      | Saintéloc Racing     | 5     | 8        | 14     | 5                   | 314    | [ 13 ] |
| 2024      | Mattia Colnaghi     | KCL by MP Motorsport | 7     | 6        | 12     | 5                   | 282    | [ 14 ] |

### Equipas
| Temporada | Equipa               | Poles | Vitórias | Pódios | Voltas mais rápidas | Pontos |
| --------- | -------------------- | ----- | -------- | ------ | ------------------- | ------ |
| 2016      | MP Motorsport        | 10    | 18       | 19     | 30                  | 616    |
| 2017      | MP Motorsport        | 7     | 7        | 17     | 7                   | 619    |
| 2018      | MP Motorsport        | 8     | 3        | 27     | 10                  | 277    |
| 2019      | Drivex School Racing | 10    | 12       | 16     | 12                  | 398    |
| 2020      | MP Motorsport        | 18    | 18       | 53     | 20                  | 745    |
| 2021      | MP Motorsport        | 14    | 11       | 26     | 11                  | 581    |
| 2022      | Campos Racing        | 20    | 19       | 36     | 32                  | 193    |
| 2023      | MP Motorsport        | 6     | 4        | 29     | 5                   | 468    |
| 2024      | KCL by MP Motorsport | 11    | 11       | 22     | 6                   | 458    |

### Troféu para piloto do sexo feminino
| Temporada | Piloto          | Equipa                | Poles | Vitórias | Pódios | Voltas mais rápidas | Pontos |
| --------- | --------------- | --------------------- | ----- | -------- | ------ | ------------------- | ------ |
| 2017      | Marta García    | MP Motorsport         | 0     | 0        | 0      | 0                   | 70     |
| 2019      | Belén García    | Global Racing Service | 0     | 1        | 1      | 0                   | 36     |
| 2020      | Léna Bühler     | Drivex School Racing  | 0     | 0        | 0      | 0                   | 23     |
| 2021      | Emely de Heus   | MP Motorsport         | 0     | 0        | 0      | 0                   | 23     |
| 2022      | Lola Lovinfosse | Teo Martín Motorsport | 0     | 0        | 0      | 0                   | 65     |

### Estreantes
| Temporada | Piloto             | Equipa               | Poles | Vitórias | Pódios | Voltas mais rápidas | Pontos |
| --------- | ------------------ | -------------------- | ----- | -------- | ------ | ------------------- | ------ |
| 2018      | Amaury Cordeel     | MP Motorsport        | 6     | 3        | 13     | 9                   | 208    |
| 2019      | Franco Colapinto   | Drivex School Racing | 10    | 11       | 13     | 10                  | 325    |
| 2020      | Kas Haverkort      | MP Motorsport        | 12    | 13       | 17     | 9                   | 383    |
| 2021      | Dilano van 't Hoff | MP Motorsport        | 13    | 10       | 16     | 6                   | 361    |
| 2022      | Nikola Tsolov      | Campos Racing        | 15    | 17       | 21     | 17                  | 417    |
| 2023      | Enzo Deligny       | Campos Racing        | 0     | 2        | 12     | 2                   | 240    |
| 2024      | Mattia Colnaghi    | KCL by MP Motorsport | 7     | 6        | 12     | 5                   | 282    |